# 欧州鉄道交通管理システム
欧州鉄道交通管理システム(英:European Rail Traffic Management System(ERTMS))はEUが先導し開発する、国境を越えても相互運用を可能にしヨーロッパ全体で共通に使用できるよう構築した信号保安装置である。
ERTMSはヨーロッパの鉄道における統一列車制御システムであるETCSとGSMを使用したデジタル無線などの通信手段であるGSM-Rの2つのシステムで構成されている。